# جد استیر
جد استیر (انگلیسی: Jed Steer؛ زادهٔ ۲۳ سپتامبر ۱۹۹۲) بازیکن فوتبال اهل بریتانیا است. وی در پست دروازه‌بان برای باشگاه فوتبال استون ویلا بازی می‌کند. (در فصل ۲۰–۲۰۱۹)
از باشگاه‌هایی که در آن بازی کرده‌است می‌توان به باشگاه فوتبال نوریچ سیتی، باشگاه فوتبال استون ویلا، باشگاه فوتبال کمبریج یونایتد، باشگاه فوتبال دونکستر راورز، باشگاه فوتبال هادرزفیلد تاون، و باشگاه فوتبال یئوویل تاون اشاره کرد.
وی همچنین در تیم‌های ملی فوتبال زیر ۱۶ سال انگلستان، زیر ۱۷ سال انگلستان، و زیر ۱۹ سال انگلستان بازی کرده‌است.